# Альт-Камп
Альт-Камп (кат. Alt Camp)  — район (комарка) в Испании, входит в провинцию Таррагона в составе автономного сообщества Каталония.

## Муниципалитеты
1. Айгуамурсия
2. Эль-Пла-де-Санта-Мария
3. Альковер
4. Эль-Пон-де-Арментера
5. Алио
6. Пучпелат
7. Брафим
8. Кероль
9. Кабра-дель-Камп
10. Ла-Риба
11. Фигерола-дель-Камп
12. Родонья
13. Эльс-Гаридельс
14. Эль-Роурель
15. Ла-Масо
16. Вальмоль
17. Эль-Мила
18. Вальс (Таррагона)
19. Монт-Раль
20. Вила-Родона
21. Монтферри
22. Вилабелья
23. Нульес